# 趙清裕
趙 清裕（ちょう せいゆう）は、北宋の太宗の娘。

## 経歴
至道3年（997年）5月、兄の真宗により寿昌長公主に封ぜられた。大中祥符2年（1009年）正月、陳国長公主に進封された。同年11月21日に出家し、呉国長公主に改封され、報慈正覚大師の道号を贈られた。崇真資聖院の道観が建立された。同4年（1011年）7月に楚国長公主に改封され、邠国長公主に進み、天禧2年（1018年）8月に建国長公主に改封された。乾興元年（1022年）2月、甥の仁宗により申国大長公主に進封された。
天聖2年（1024年）5月、薨去した。「慈明」と諡された。元符3年（1100年）3月、徽宗から衛国大長公主の位を再加贈された。政和4年（1114年）12月、慈明大長帝姫の位を再追贈された。

## 伝記資料
- 『宋史』
- 『宋会要輯稿』